# Hyundai Heavy Industries
Hyundai Heavy Industries Co., Ltd. (HHI; кор.: хангиль: 현대중공업 주식회사, НЛ: Hyeondae Junggongeop Jusik Hoesa) є найбільшою в світі суднобудівною компанією. Її штаб-квартира знаходиться в Ульсані, Південна Корея.

## Історія
HHI була заснована в 1972 році Чунг Джу Юном як підрозділ Hyundai Group, а в 1974 році завершила будівництво своїх перших кораблів. У 2002 році компанія була виділена зі своєї материнської компанії. HHI має чотири основні бізнес-підрозділи: суднобудування, офшорне та інженерне будівництво, промислові заводи та інженерія та двигуни та обладнання. HHI також має п’ять дочірніх компаній, пов’язаних із непрофілем: Hyundai Electric & Energy Systems, Hyundai Construction Equipment, Hyundai Robotics, Hyundai Heavy Industries Green Energy та Hyundai Global Service.
Hyundai Group почала свою діяльність як невелика південнокорейська будівельна фірма в 1947 році, яку очолив її засновник, корейський підприємець Чунг Джу Юн. Інша широко відома і близькоспоріднена корейська компанія, Hyundai Motor Company, була заснована в 1967 році, за п'ять років до заснування Heavy Industry Group. Моторну компанію також заснував Чунг.
Назва є неформальною романізацією корейського 현대 (hyeondae), що означає «сучасний», що було баченням Чунга для групи компаній, яку він заснував.

## Операції

### Суднобудування
- Танкери для сирої нафти (дуже великі перевізники сирої нафти)
- Перевезення контейнерних суден
- Доставка ексклюзивних контейнерних кранів
- Бурові судна на нафту та природний газ
- Судна для перевезення скрапленого газу
- Транспортери для зрідженого нафтового газу (LPG), включаючи дуже великі газовози (VLGC)

### Офшорні та промислові заводи
- Проектування та будівництво морських нафтових і газових бурових установок
- Будівництво суден для зберігання та доставки нафти і газу (ПУВЗН)
- Будівництво барж і суднотранспортних суден (напівзанурювальних).

### Військово-морські та спеціальні кораблі
- Військово-морські судна з додатковою технологією Skybench

### Двигуни та механізми
- Суднові двигуни та обладнання
- Силові установки двигуна

## Галерея

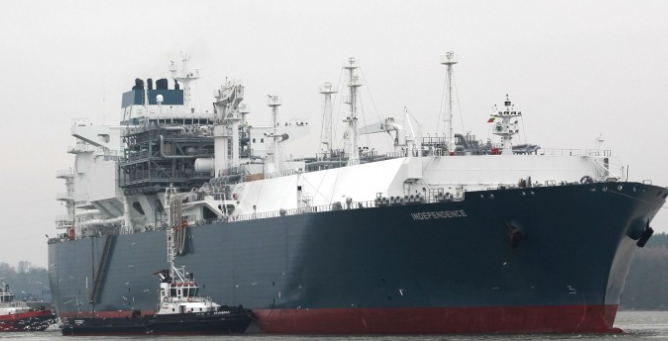
A HHI LNG контейнеровоз
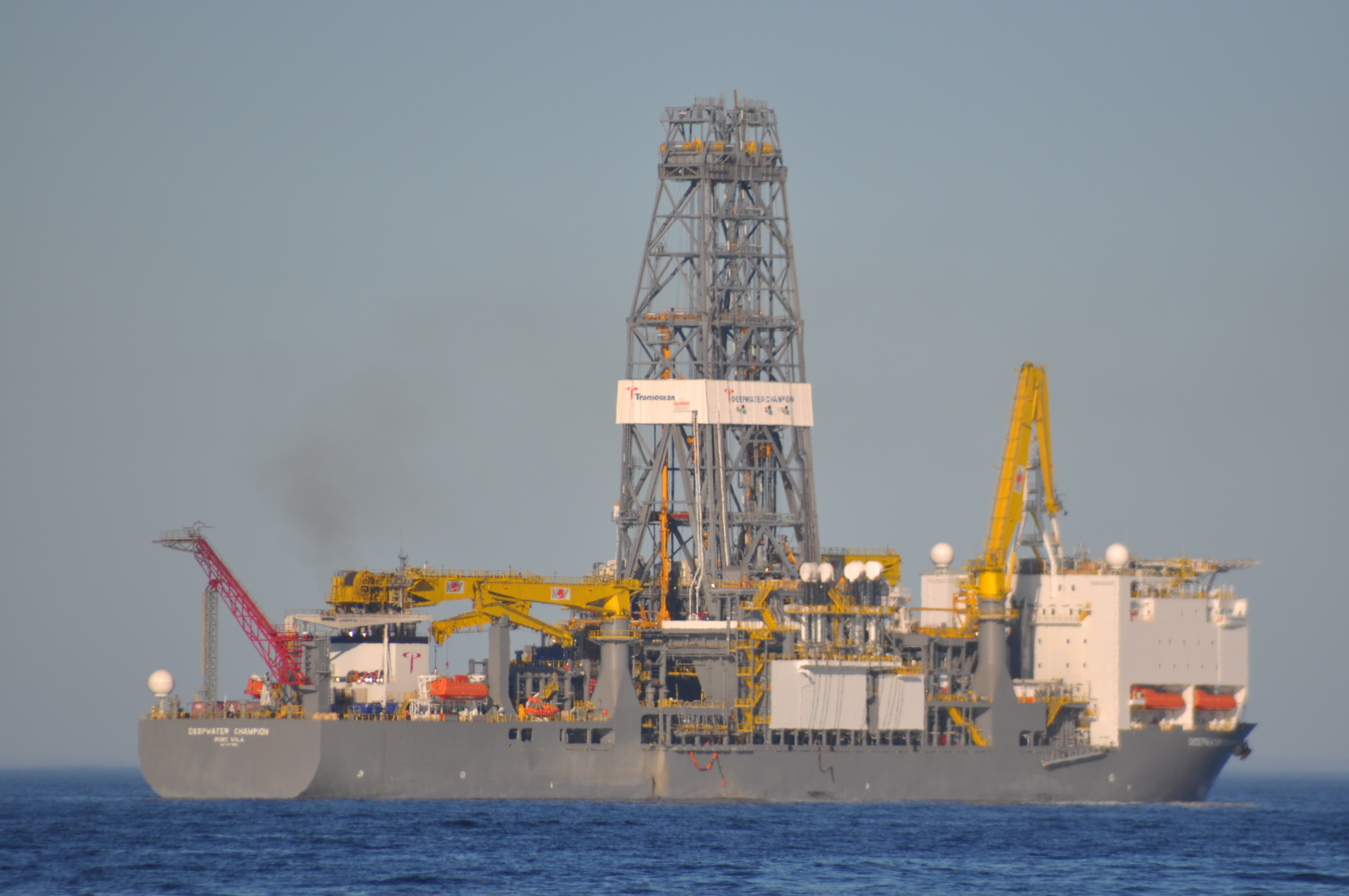
A HHI бурове судно
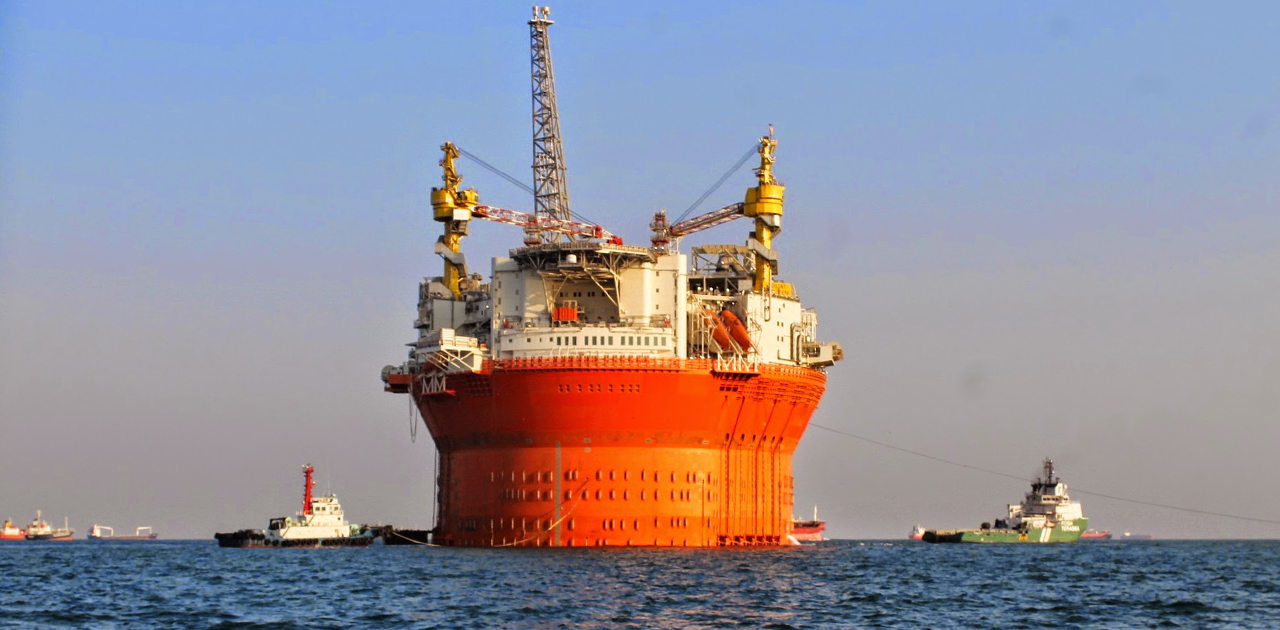
A HHI плавуча установка для видобутку, зберігання та відвантаження нафти
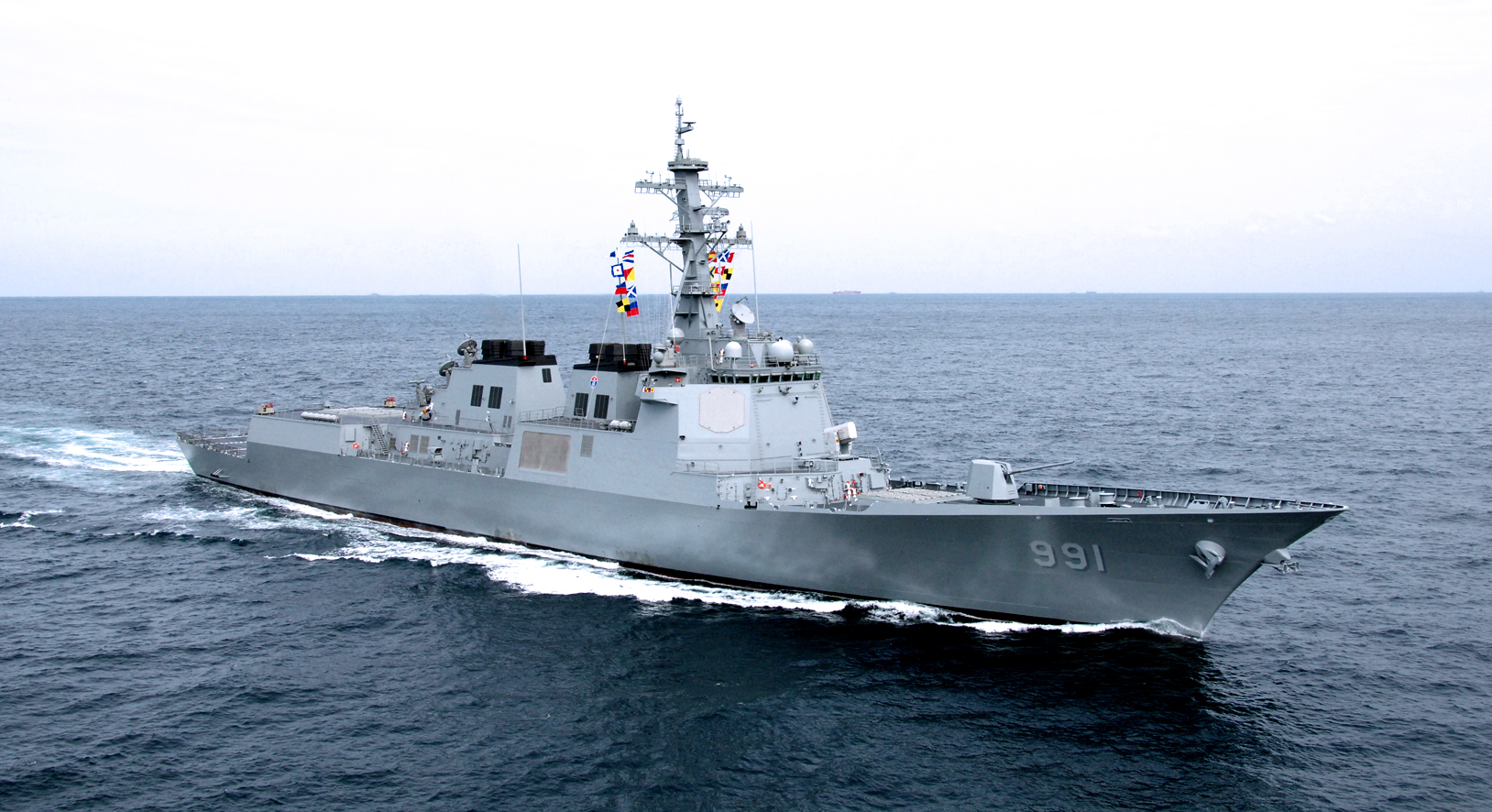
A HHI військово-морське судно
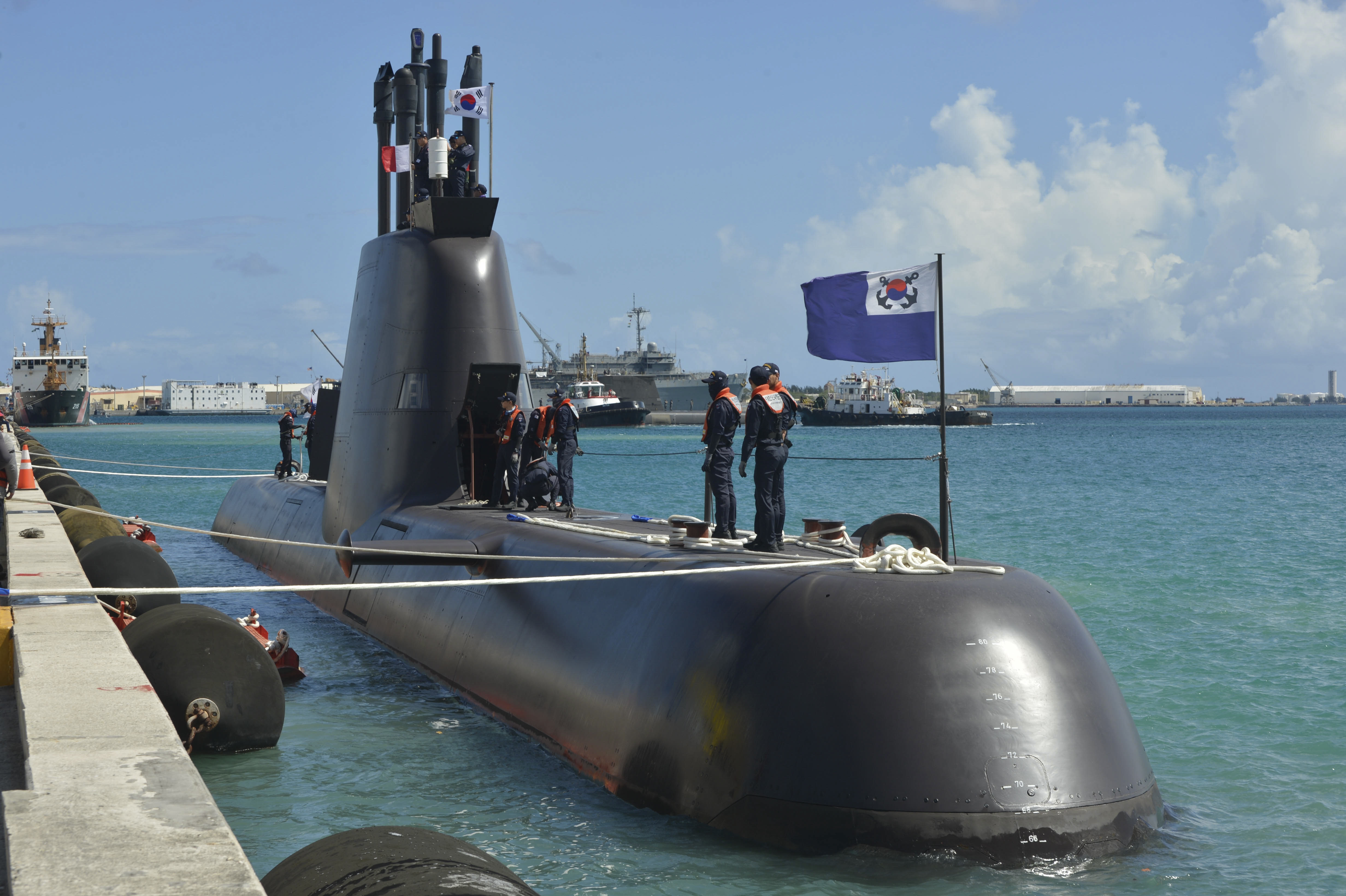
A HHI підводний човен